# Kanako Itō
Kanako Itō (jap. 伊藤 香菜子, Itō Kanako; * 20. Juli 1983 in Nerima) ist eine japanische Fußballspielerin.

## Karriere

### Verein
Sie begann ihre Karriere bei Nippon TV Beleza, wo sie von 1999 bis 2008 spielte. 2008 beendete sie Spielerkarriere. 2010 kehrte er nach Nippon TV Beleza zurück. 2013 folgte dann der Wechsel zu AS Elfen Saitama. 2015 folgte dann der Wechsel zu INAC Kōbe Leonessa. Anschließend wechselte er jede Saison den Verein.

### Nationalmannschaft
Itō absolvierte ihr erstes Länderspiel für die japanischen Nationalmannschaft am 5. August 2001 gegen China. Insgesamt bestritt sie 13 Länderspiele für Japan.

## Errungene Titel

### Mit Vereinen
- Nihon Joshi Soccer League: 2000, 2001, 2002, 2005, 2006, 2007, 2008, 2010

### Persönliche Auszeichnungen
- Nihon Joshi Soccer League Best XI: 2001, 2002